# Efekt Gunna-Petersona
Efekt Gunna-Petersona – efekt obserwowany w widmach odległych kwazarów, polegający na absorpcji emitowanego przez nie promieniowania wskutek obecności neutralnego wodoru w ośrodku międzygalaktycznym. Absorpcja ta jest całkowita, ale dotyczy tylko promieniowania o długości fali poniżej długości linii α serii Lymana.
Efekt został przewidziany w roku 1965 przez Jamesa E. Gunna i Bruce'a Petersona.
Efekt udało się zaobserwować dopiero w roku 2001 w widmie uzyskanym z teleskopu Kecka dla kwazara SDSSp J103027.10+052455.0 o przesunięciu ku czerwieni z = 6,28, odkrytego dzięki przeglądowi Sloan Digital Sky Survey.
Dla kwazarów o mniejszym przesunięciu ku czerwieni efekt nie występuje: aż do z = 5,7 obserwuje się tzw. las linii α Lymana, odpowiadający absorpcji wskutek przejścia światła kwazara przez obłoki, złożone głównie z neutralnego wodoru, o różnych przesunięciach ku czerwieni, leżące na linii widzenia obserwatora na Ziemi. Oznacza to, że przy przesunięciach ku czerwieni w zakresie od z = 5 do z = 6, strumień promieniowania jonizującego obłoki musiał znacząco zmaleć i występuje w nich już głównie wodór neutralny. Inaczej mówiąc, powtórna jonizacja materii we Wszechświecie musiała nastąpić, gdy osiągnął on wiek odpowiadający około z = 6.